# Conjunto de partes
A família de todos os subconjuntos de um conjunto dado {\displaystyle A} é chamado de conjunto de partes (ou conjunto potência) de {\displaystyle A}, denotado por {\displaystyle {\mathfrak {P}}(A)} ou {\displaystyle 2^{A}}.

## Exemplo

Diagrama de Hasse das inclusões entre os subconjuntos de.

Se {\displaystyle S} é o conjunto de três elementos {\displaystyle \{x,y,z\}} a lista completa de subconjuntos de {\displaystyle A} é:
- {\displaystyle \{\}} (o conjunto vazio);
- {\displaystyle \{x\}};
- {\displaystyle \{y\}};
- {\displaystyle \{z\}};
- {\displaystyle \{x,y\}};
- {\displaystyle \{x,z\}};
- {\displaystyle \{y,z\}};
- {\displaystyle \{x,y,x\}};

e portanto o conjunto de partes de {\displaystyle A} é o conjunto de oito elementos:
{\displaystyle {\mathfrak {P}}(S)=\{\{\},\{x\},\{y\},\{z\},\{x,y\},\{x,z\},\{y,z\},\{x,y,z\}\}}.

## Cardinalidade
O número de elementos do conjunto de partes de {\displaystyle A} é sempre maior que o número de elementos de {\displaystyle A}, mesmo no caso de {\displaystyle A} ter um número infinito de elementos.
Se {\displaystyle A} tem {\displaystyle n} elementos, pode-se provar que {\displaystyle {\mathfrak {P}}(A)} tem {\displaystyle 2^{n}} elementos. No caso de {\displaystyle A} ser um conjunto infinito, define-se {\displaystyle 2^{|A|}=|{\mathfrak {P}}(A)|} (em que {\displaystyle |A|} representa o número de elementos de {\displaystyle A}). Por outro lado, sendo {\displaystyle \aleph _{0}=|\mathbb {N} |}, também pode ser provado que {\displaystyle 2^{\aleph _{0}}=|\mathbb {R} |}.
A hipótese do continuum especula se existe algum conjunto entre {\displaystyle \mathbb {N} } e {\displaystyle {\mathfrak {P}}(A)}, ou seja, um conjunto com mais elementos que {\displaystyle \mathbb {N} } e menos elementos que {\displaystyle {\mathfrak {P}}(A)}.

## Teoria dos Conjuntos
Na teoria dos conjuntos, em particular na sua formulação segundo os axiomas de Zermelo-Fraenkel, existe um axioma cuja finalidade é garantir a existência do conjunto das partes: o axioma da potência.